# Tocoyena brasiliensis
Tocoyena brasiliensis är en måreväxtart som beskrevs av Carl Friedrich Philipp von Martius. Tocoyena brasiliensis ingår i släktet Tocoyena och familjen måreväxter. Inga underarter finns listade i Catalogue of Life.